# Пропаща Яма
Пропаща Яма (рос. Пропащая Яма) — печера в Башкортостані, Росія. Печера комплексного (горизонтально-вертикального) типу простягання. Загальна протяжність — 4500 м. Глибина печери становить 150 м. Категорія складності проходження ходів печери — 3А. Печера відноситься до Бурзянського підрайону Бєлорецького району Зілаїрської області Центральноуральської спелеологічної провінції.